# Theaterplatz (Eisenach)
Der Theaterplatz ist ein zentraler Platz im Norden des Stadtzentrums von Eisenach in Thüringen.

## Lage und Bebauung
Der Theaterplatz liegt am Nordrand der Altstadt von Eisenach am Standort der früheren Wasserburg Klemme. An seiner Ostseite verläuft die Clemdastraße. Die Nordseite des Platzes ist mit dem namensgebenden Landestheater Eisenach bebaut, an der Westseite schließt sich das Gebäude des Amtsgerichts Eisenach an. Auf der Südseite befindet sich das frühere Haus III des Ernst-Abbe-Gymnasiums, auf der Ostseite dessen Haus II. Seit der letzten Umgestaltung im Jahr 2011 befindet sich in der Platzmitte eine Grünanlage.

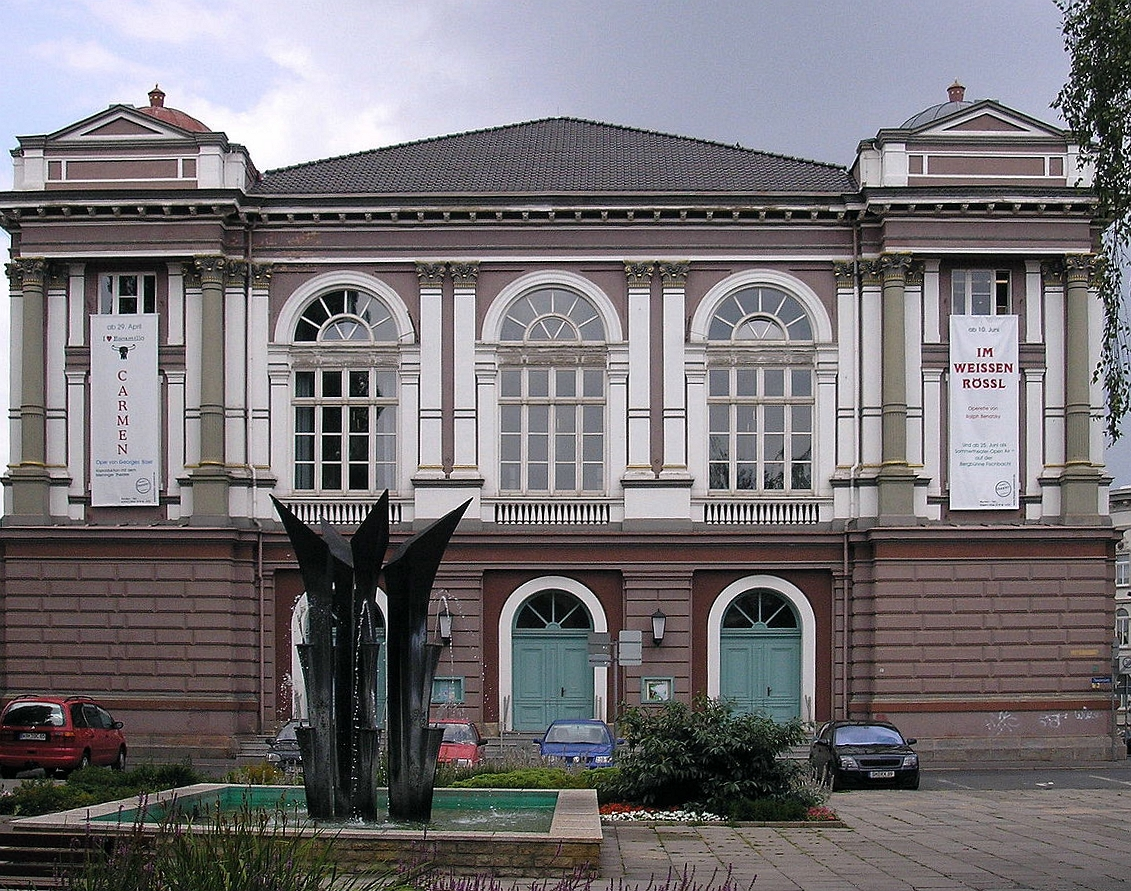
Das Landestheater (2006)
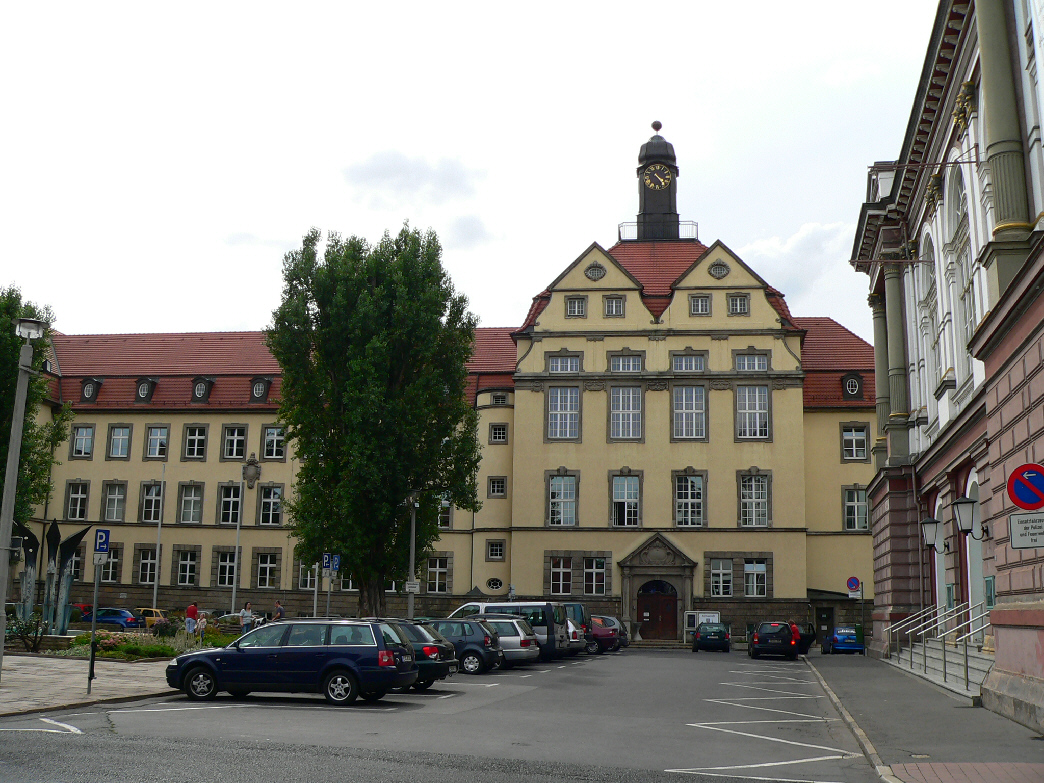
Amtsgericht
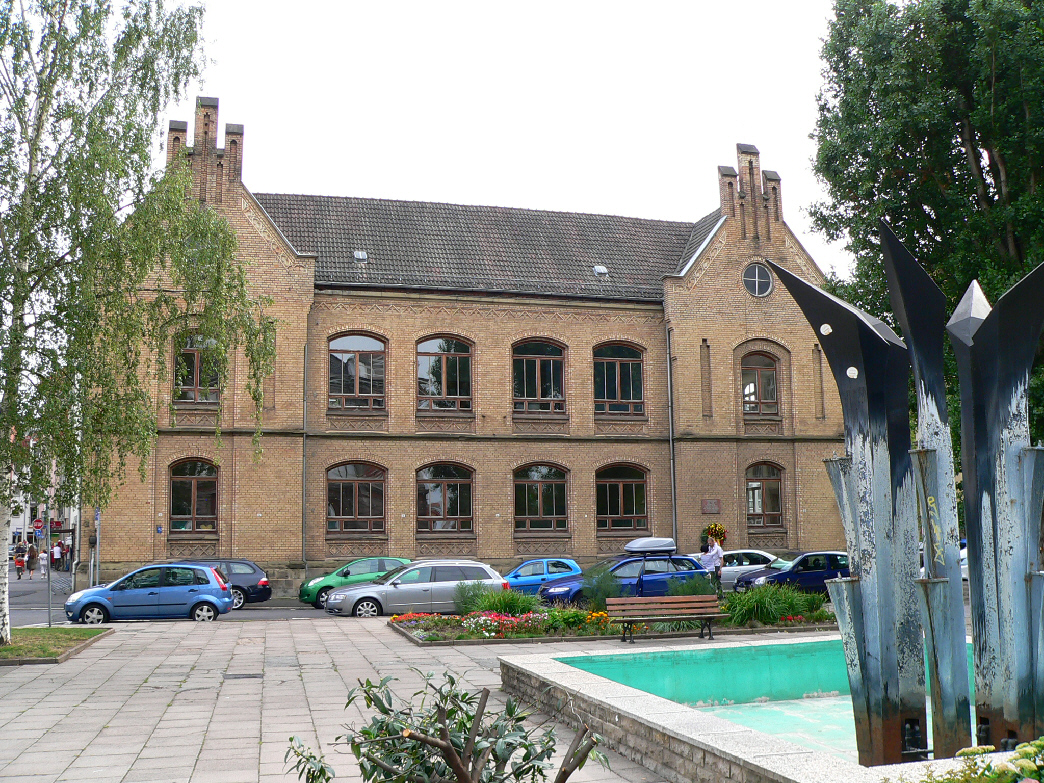
Haus III des Ernst-Abbe-Gymnasiums (2008)
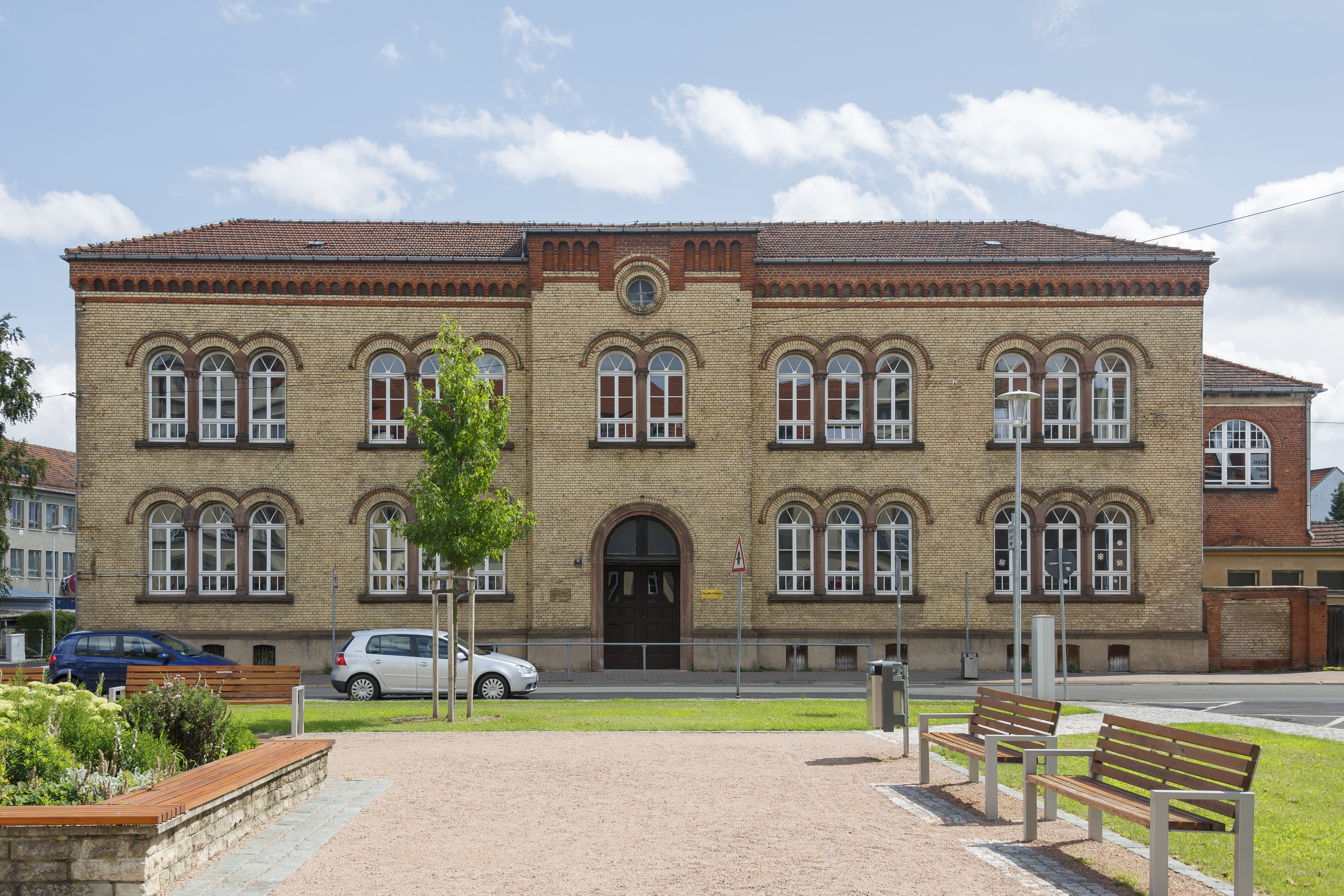
Haus II des Ernst-Abbe-Gymnasiums (2014)
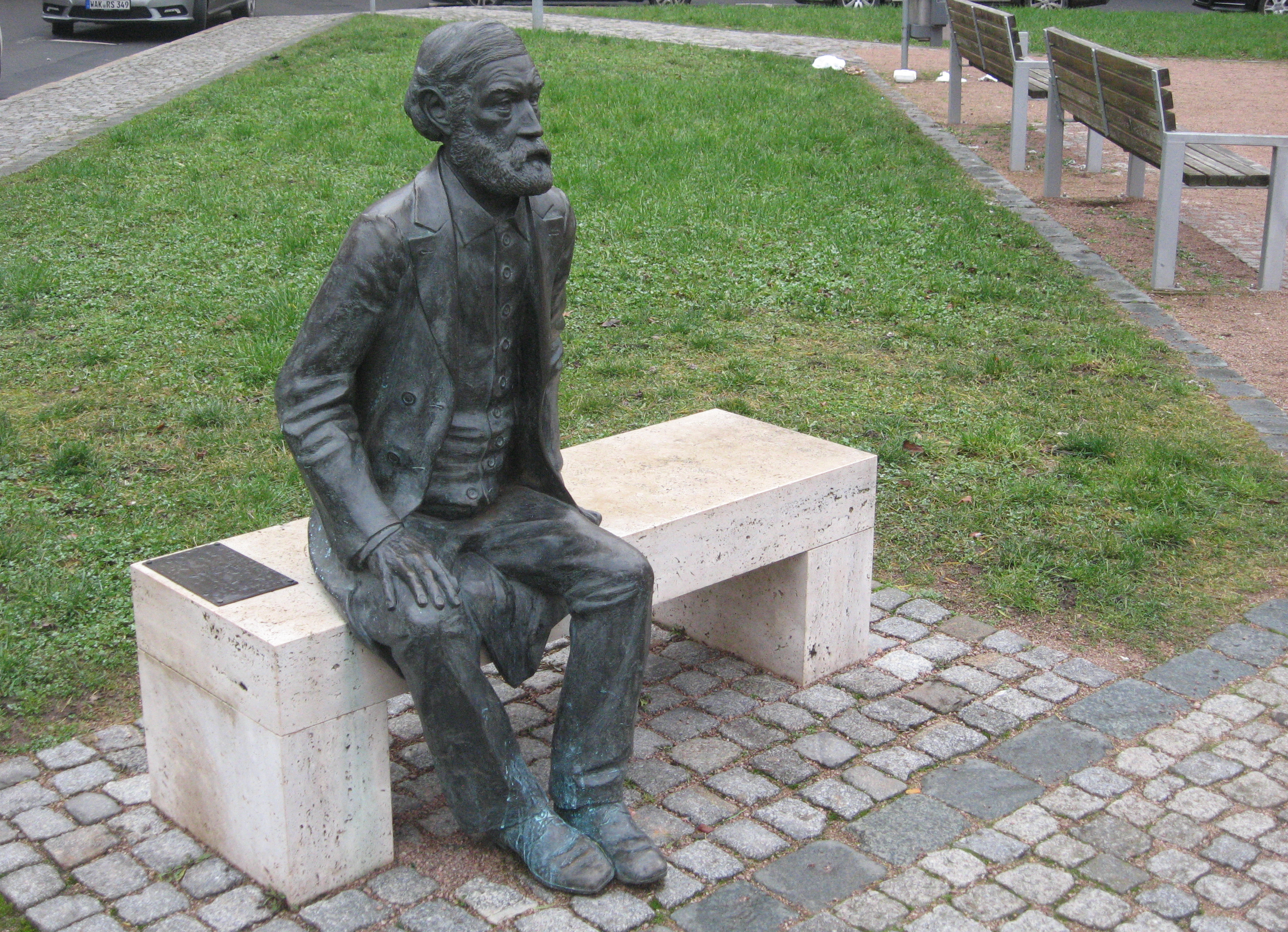
Ernst-Abbe-Denkmal (2015)

## Geschichte
Der Theaterplatz wurde im Zuge der Errichtung des Landestheaters in den 1870er Jahren angelegt. 1927 stiftete der Eisenacher Ehrenbürger Curt Elschner den Eulenspiegelbrunnen, der in der Platzmitte installiert wurde. Der mit einer steinernen Till-Eulenspiegel-Skulptur versehene Brunnen wurde 1970 abgebaut und durch eine von Günther Laufer geschaffene Brunnenskulptur aus Metall ersetzt. Im selben Jahr wurde der Platz anlässlich des 100. Geburtstags von Wladimir Iljitsch Lenin in Leninplatz umbenannt und trug diesen Namen bis 1991.
1992 wurden der Theaterplatz und seine Bebauung als Ensemble unter Denkmalschutz gestellt. Die Metallplastik des Brunnens musste 2010 wegen Korrosionsschäden abgebaut werden, da die Standsicherheit beeinträchtigt war. Zudem waren die Brunnenbecken undicht, sie wurden nach Stilllegung des Brunnens mit Erde verfüllt und als Blumenbeet gestaltet.
2011 bis 2012 wurde der Platz im Rahmen eines Bürgerprojekts durch Bürger und ortsansässige Unternehmen in ehrenamtlicher Leistung umgestaltet. Der Platz wurde geräumt und mit neuen Wegen, Grünanlagen sowie Bänken versehen. Im Juni 2015 wurde auf dem Platz eine Bronzeskulptur des in Eisenach geborenen Ernst Abbe eingeweiht.

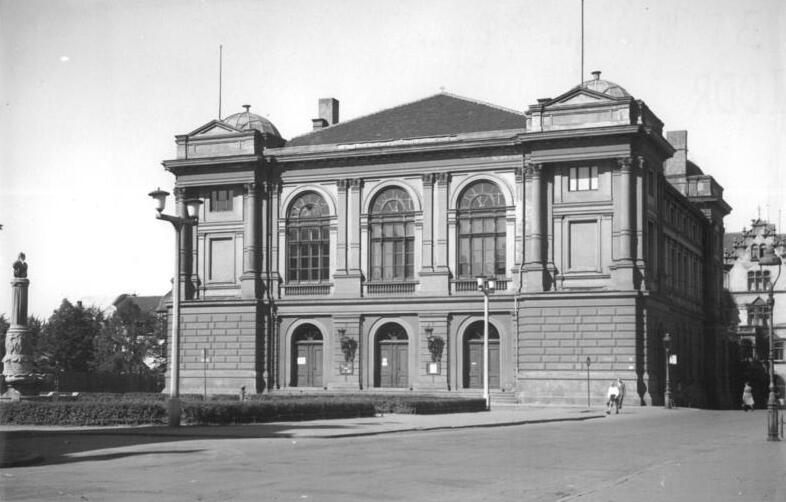
1953 (mit Eulenspiegelbrunnen)
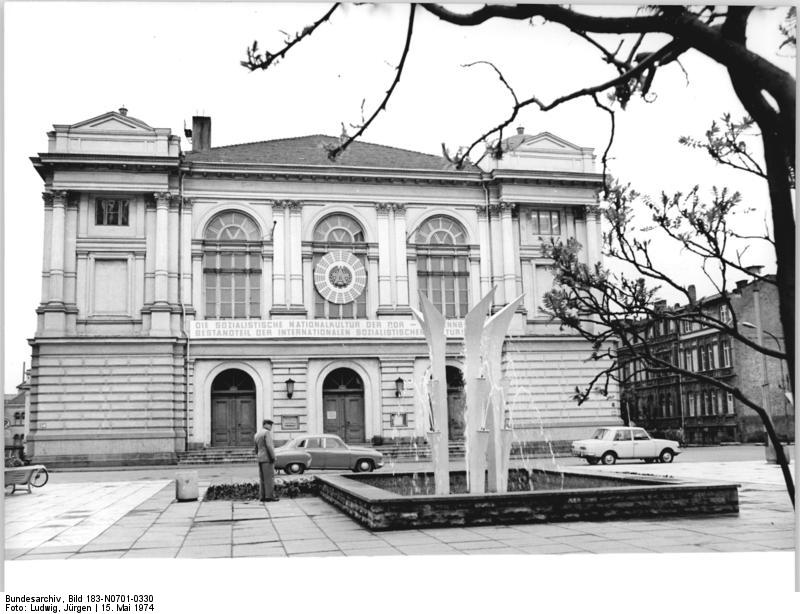
1974
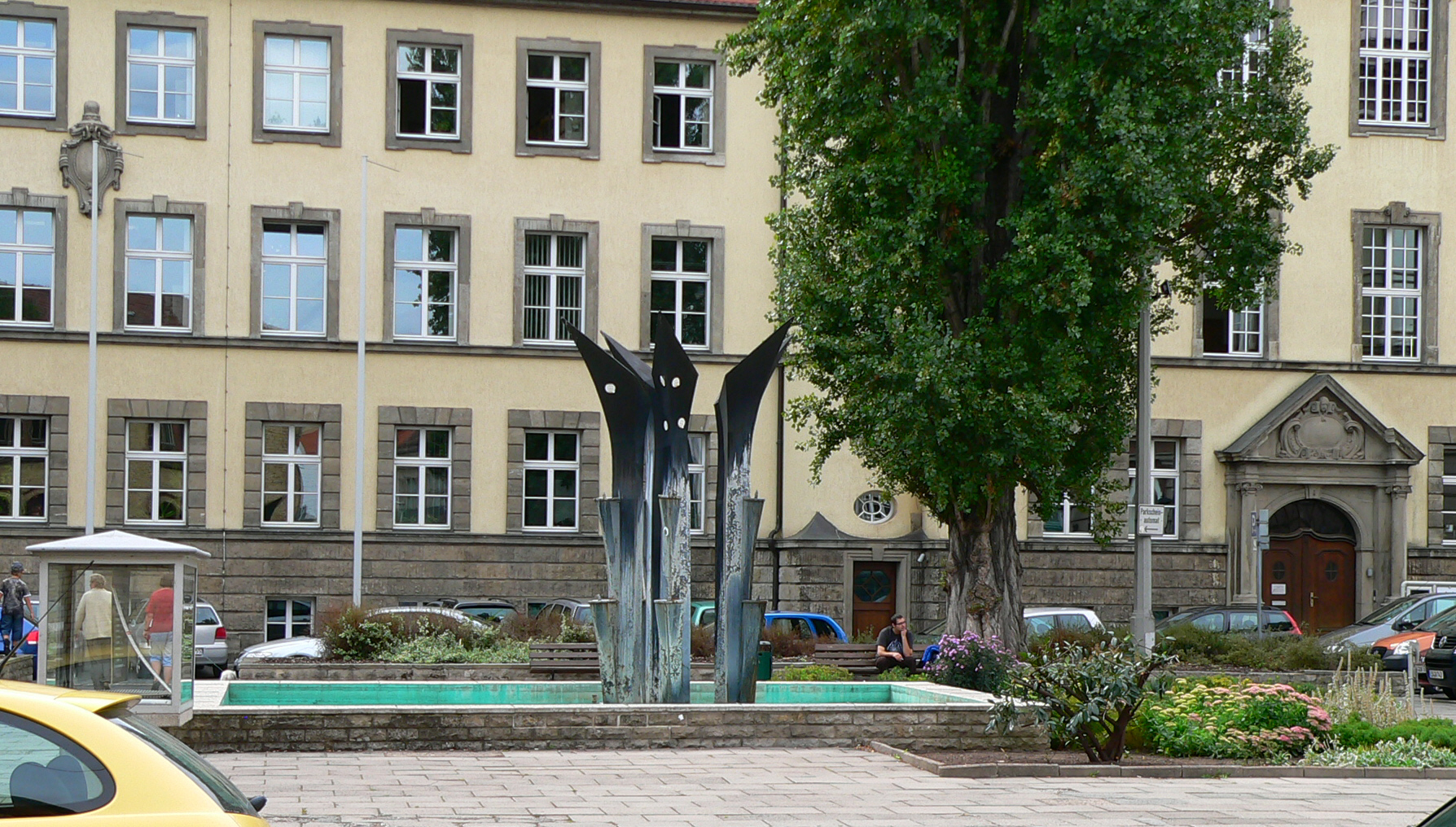
2000er Jahre
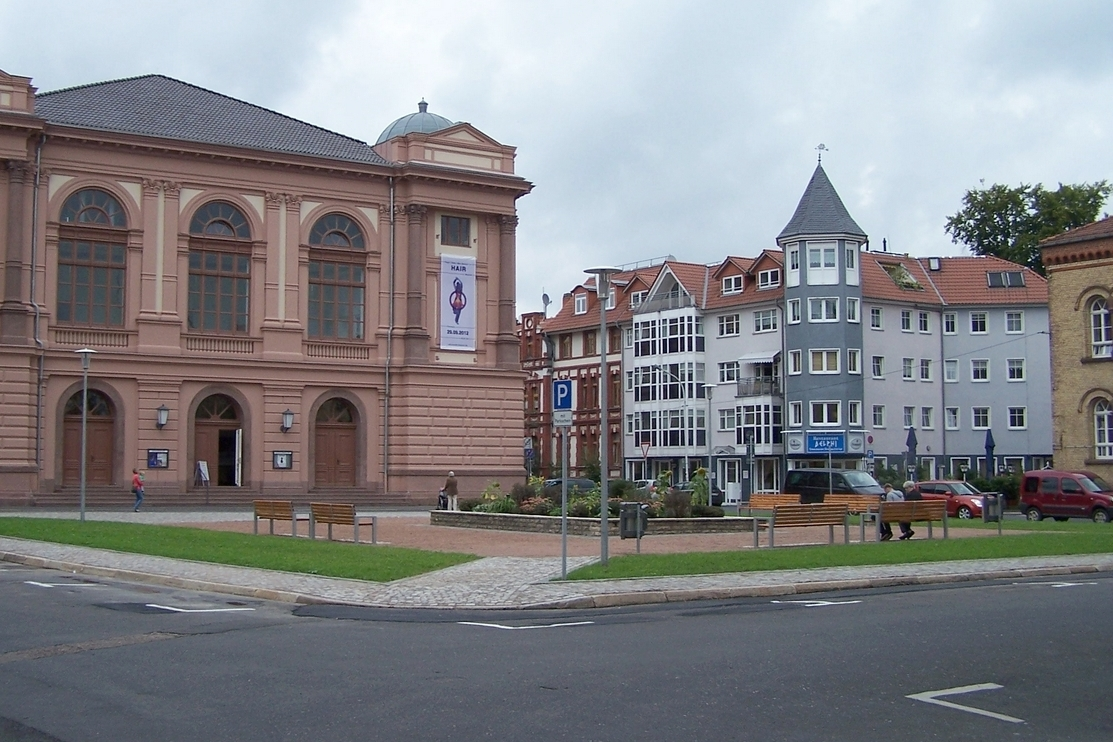
2010er Jahre